# Black Hole Entertainment
A Black Hole Entertainment nevű videójáték-fejlesztő vállalatot 2001-ben alapította Budapesten hét lelkes fiatal.
A cég első játéka, az Armies of Exigo Andy Vajna pénzügyi támogatását élvezte, a 2004 vége felé megjelenő játékprogram kiadói munkálatait az Electronic Arts látta el. Ezután a Namco Bandai Games megkeresésére belefogtak egy Warhammer-univerzumban játszódó valós idejű stratégiai játék (RTS) készítésébe. Végül ez 2006 novemberében jelent meg Warhammer: Mark of Chaos címmel, majd 2 évvel később megjelent hozzá egy kiegészítő, ami a Warhammer: Battle March nevet viselte és ez már nem csak PC-re, de Xbox 360 platformra is elkészült.
A cég legutóbb megjelent programja a Heroes of Might and Magic-sorozat hatodik része, melyet a Ubisoft számára fejlesztettek, 2011 októberében jelent meg. Ezen túl egy akciójátékon is dolgoztak, ami Xbox 360 és PlayStation 3 konzolokra jelent volna meg. A Might & Magic Heroes VI fejlesztésével azonban csődhelyzetbe jutottak, 2012 júliusától a cég beszüntette működését.

## Játékok
- Armies of Exigo - 2004
- Warhammer: Mark of Chaos - 2006
- Warhammer: Battle March (kiegészítő) - 2008. szeptember
- Might & Magic Heroes VI – 2011. október